# 幡山町
幡山町（はたやまちょう）は、愛知県瀬戸市菱野連区の町名。丁番を持たない単独町名である。

## 地理
- 瀬戸市の南西部に位置する[8]。西を福元町、北を瀬戸口町、東を東菱野町、南を新田町・羽根町と隣接している[8]。
- 圃場整備完了地域[8]。近年、水田を埋め立てて、住宅の建設が進む[8]。

### 河川
- 矢田川（山口川）[8] ： 町の南端、新田町・羽根町との町境を西流している。

- 矢田川（幡山町・新田町境）

### 学区
市立小・中学校に通う場合、学区は以下の通りとなる。また、公立高等学校普通科に通う場合の学区は以下の通りとなる。
| 番・番地等 | 小学校               | 中学校             | 高等学校 |
| ---------- | -------------------- | ------------------ | -------- |
| 全域       | 瀬戸市立幡山西小学校 | 瀬戸市立幡山中学校 | 尾張学区 |

## 歴史

### 町名の由来
町名設定の際、当地に旧幡山村役場（現在の幡山支所）があったことから、旧村名を採って幡山町とした。

### 沿革
- 1978年（昭和53年）12月26日 - 瀬戸市大字菱野字中島・宮前・東島・仲切・二本木・福元・白山下・山字の各一部により、同市幡山町として成立[2]。

## 世帯数と人口
2024年（令和6年）2月1日現在の世帯数と人口は以下の通りである。
| 町丁   | 世帯数  | 人口  |
| ------ | ------- | ----- |
| 幡山町 | 332世帯 | 735人 |

### 人口の変遷
国勢調査による人口の推移
| 1995年（平成7年）  | 474人 | [ 12 ] |  |
| 2000年（平成12年） | 580人 | [ 13 ] |  |
| 2005年（平成17年） | 624人 | [ 14 ] |  |
| 2010年（平成22年） | 693人 | [ 15 ] |  |
| 2015年（平成27年） | 667人 | [ 16 ] |  |
| 2020年（令和2年）  | 718人 | [ 17 ] |  |

### 世帯数の変遷
国勢調査による世帯数の推移。
| 1995年（平成7年）  | 205世帯 | [ 12 ] |  |
| 2000年（平成12年） | 223世帯 | [ 13 ] |  |
| 2005年（平成17年） | 240世帯 | [ 14 ] |  |
| 2010年（平成22年） | 270世帯 | [ 15 ] |  |
| 2015年（平成27年） | 269世帯 | [ 16 ] |  |
| 2020年（令和2年）  | 296世帯 | [ 17 ] |  |

## 交通

### 鉄道
町内に鉄道は走っていない。最寄り駅は愛知環状鉄道・愛知環状鉄道線瀬戸口駅になる。

### バス
瀬戸市コミュニティバス「上之山線」
- 瀬戸駅前 - 文化センター - 山口駅 - サンヒル上之山 - 八草駅 系統

瀬戸市コミュニティバス「本地線」
- 陶生病院 - 瀬戸口駅 - 愛知医大 系統

以上、2路線共通 ： 幡山支所バス停
- 幡山支所バス停

### 道路
町内に国道・県道は通っていない。

## 施設
- 瀬戸市役所 幡山支所[8] ： 元愛知郡幡山村役場[18]。1955年（昭和30年）2月に瀬戸市と合併したことにより名称及び組織変更され、現在に至る[18]。1978年（昭和53年）12月に庁舎改築[18]。瀬戸市市民生活部に属している[18]。
- 瀬戸市幡山公民館[8] ： 1978年竣工[19]。地域の実情に根ざした生涯学習の推進を図り、地域諸団体と協力して心豊かな街づくりに努めることを目標にして運営[20]。
- 瀬戸市消防団 幡山分団 ： 元は幡山村時代の私設消防組で、幡山村消防団を経て、瀬戸市と合併した1955年に現在の名称となる[21]。菱野連区全域と新郷連区全域、本地連区全域を分団の区域としている[22]。

- 瀬戸市役所 幡山支所
- 瀬戸市幡山公民館
- 瀬戸市消防団 幡山分団

## その他

### 日本郵便
- 郵便番号 : 489-0948[6]（集配局：瀬戸郵便局[23]）。